# Jacques Barraband
Jacques Barraband (Aubusson, 13 agosto 1768 – Lione, 1º ottobre 1809) è stato un pittore e illustratore francese.

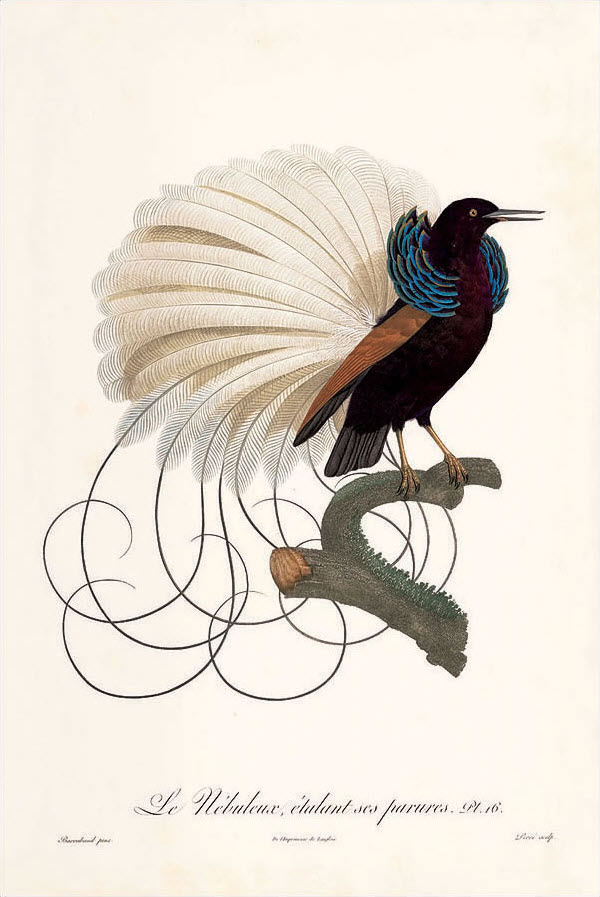
Paradisea dalle 12 penne
Seleucidis melanoleucus

Si dedicò al disegno e alla pittura di animali e fiori, ed è pertanto noto per le sue eccezionali rappresentazioni di uccelli esotici e per le sue nature morte floreali. Fu uno dei primi artisti che formarono la Scuola di Lione.

## Biografia
Jacques Barraband (o Baraband o ancora Barraban) figlio di Jacques e di Marie-Anne Bebit, nacque da una delle più antiche famiglie di creatori e fabbricanti di arazzi di Aubusson (nel Dipartimento della Creuse). Suo padre lavorava in un laboratorio di tappezzerie situato proprio nel centro della città.
All'inizio degli studi frequentò la Scuola di disegno di Aubusson. Questa scuola godeva di una certa rinomanza, poiché da essa uscirono artisti come Francis Ruby de Faureix e Etienne de La Seiglière de La Cour, pittori del Re. Lavorò quindi per breve tempo nella fabbrica del padre, ma decise ben presto che la sua vera inclinazione erano la pittura e la zoologia. Si trasferì quindi a Parigi onde perfezionare e completare la sua formazione. Nella capitale continuò a lavorare come disegnatore di tappezzerie in rue Huchette e studiò pittura presso l'Accademia reale, avendo come solo maestro Joseph-Laurent Malaine (1745-1809), artista legato alla manifattura dei Gobelins.
In occasione dell'Expo del 1798 produsse diversi disegni per tappezzerie della Manifattura di Aubusson e di Beauvais, di Gobelins e Savonnerie. In seguito ripeté questa collaborazione anche per la fabbrica di porcellane Dihl e Guérhard. Si applicò anche a decorazioni per la manifattura delle porcellane di Sèvres.
Realizzò quindi delle illustrazioni d'insetti per il naturalista Charles Sonnini e collaborò graficamente al libro di Fournier Description d'Égypte. Questi dipinti gli procurarono l'occasione per una delle sue opere maggiori, l'illustrazione dei volumi in folio dell'ornitologo François Levaillant (1753-1826): Histoire naturelle des Perroquets (1805), Histoire naturelle des oiseaux de paradis e Histoire naturelle des proméros per i quali dipinse una serie eccezionale di uccelli esotici. Lavorò anche con Louis Bouquet e Langlois alla trasposizione dei suoi acquarelli in incisioni colorate a mano con inchiostri. Nel 1802 illustrò altresì con 38 tavole ad acquarello l'Histoire naturelle des rainettes, grenouilles et crapauds di François-Marie Daudin in collaborazione con la moglie di Daudin, Adéline.
Dal 1801 al 1804 su diretta commissione di Napoleone, dipinse una serie di acquarelli di fiori recisi e di uccelli.
Fra gli artisti specializzati nella riproduzione di animali Barraband si distinse anche per i suoi magnifici quadri a olio, di cui molti divennero anche pitture su porcellana, e realizzò inoltre centinaia di acquarelli che mostravano con perfezione di forme e di colori uccelli, in massima parte esotici, e composizioni di fiori (nature morte floreali).
Nel 1807 venne nominato "professore di fiori" alla Scuola di Belle arti di Lione.

Suoi studenti e collaboratori furono Auguste Pelletier, che realizzò alcuni disegni per l'Histoire naturelle des promérops, e Pauline de Courcelles, la sua migliore allieva e apprezzatissima continuatrice, che egli presentò nel 1805 al pittore danese Joseph August Knip (1777-1847), il quale poco tempo dopo la sposò.
Jacques Barraband morì a Lione piuttosto giovane, a soli 41 anni, lasciando un'eredità artistica oggi particolarmente ricercata. La sua morte fu un errore dei medici, che scambiarono una malattia infettiva da cui Barraband era affetto per un semplice sovraffaticamento da lavoro, e pertanto la trascurarono finché non fu troppo tardi.
Barraband ebbe un'unica figlia, Adeline, che non seguì le orme del padre, ma divenne musicista.
Nel 1820 il celebre zoologo Heinrich Kuhl (1797-1821), in una commemorazione di Barraband, sottolineò il suo contributo scientifico e diede il suo nome ad una nuova specie di pappagalli recentemente scoperta in America del Sud: lo Psittacus barrabandi (oggi Pyrilia barrabandi) o "Caicco di Barraband" o "Pappagallo guancearancio".
Un gran numero di acquarelli di Barraband è stato venduto all'asta fra il 1990 e il 2005. Essi provenivano dalla collezione dell'industriale Marcel Jeanson. Il prezzo massimo fu battuto nel 2005 e fu di 300.000 euro per un acquarello rappresentante il pappagallo Lori mentogiallo (Lorius chlorocercus).

## Galleria d'immagini

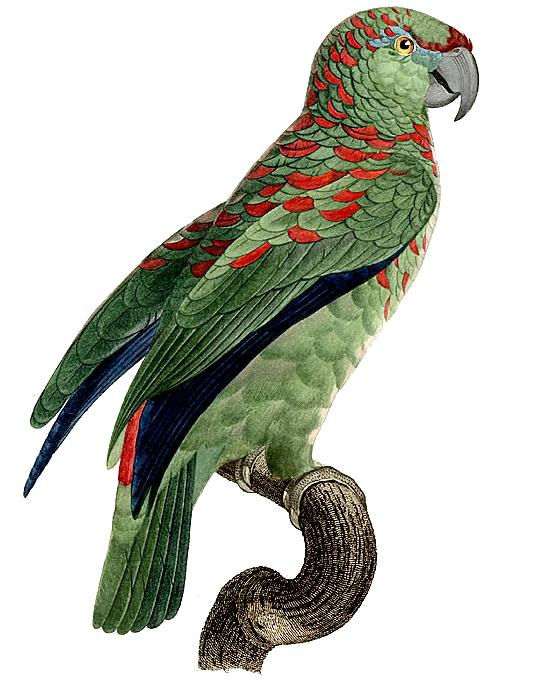
Amazzone festosa Amazona festiva
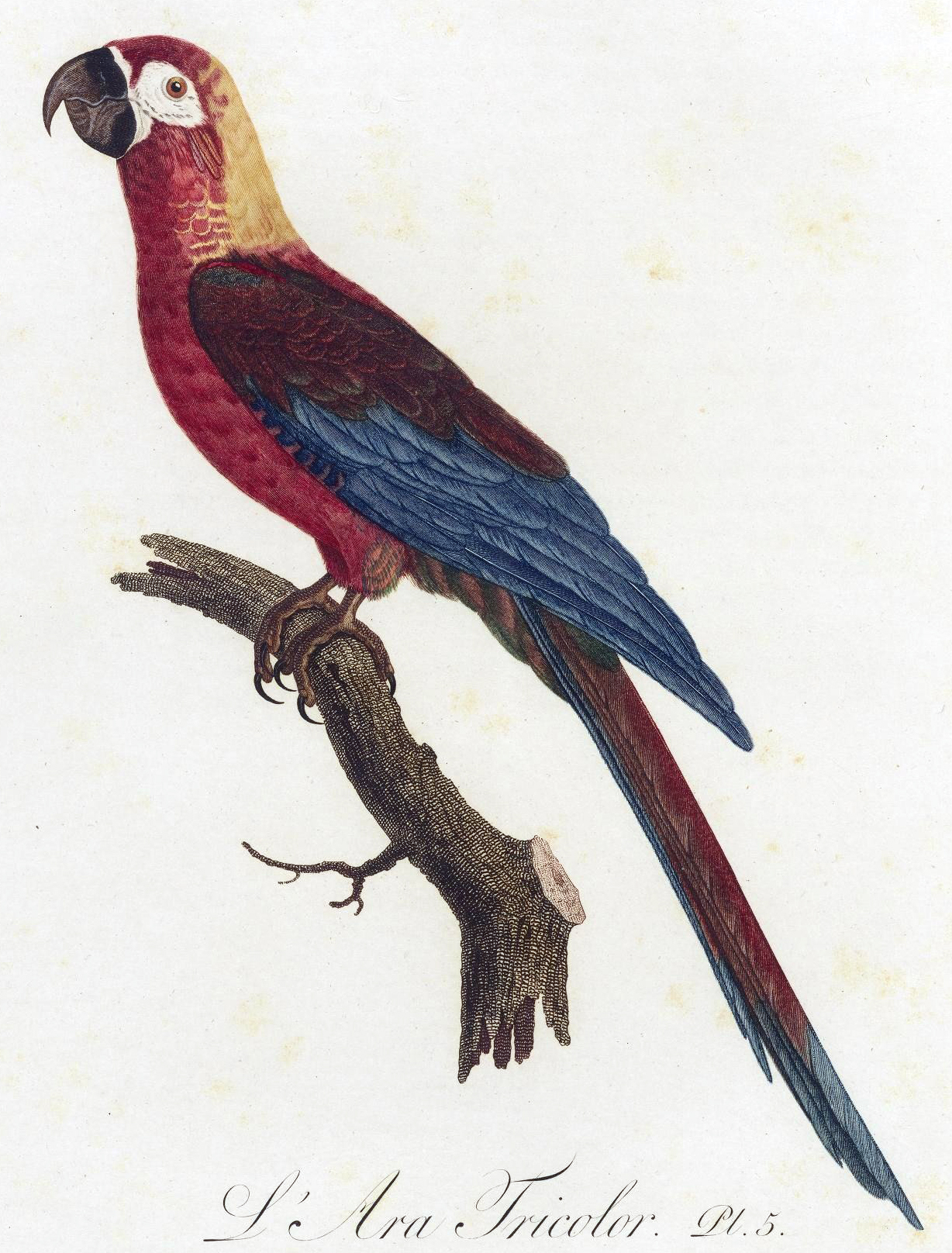
Ara rossa di Cuba Ara tricolor
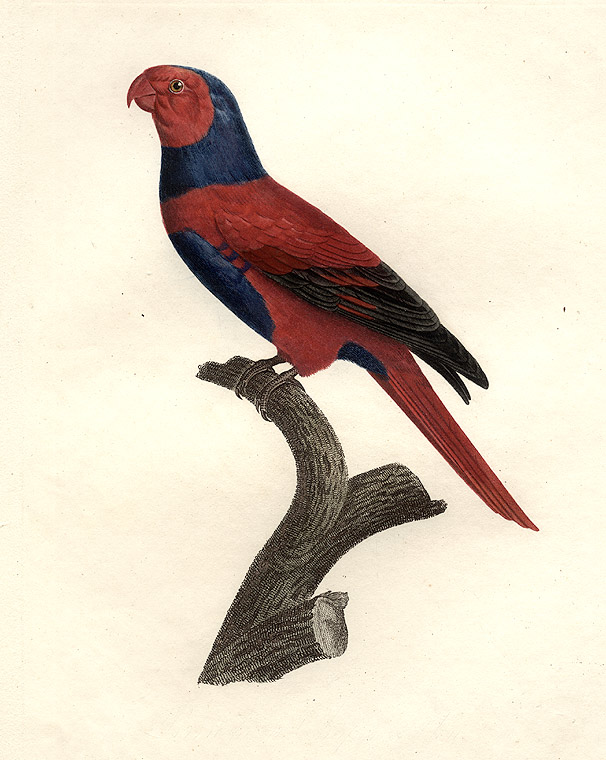
Lori colloviola Eos squamata ssp. riciniata
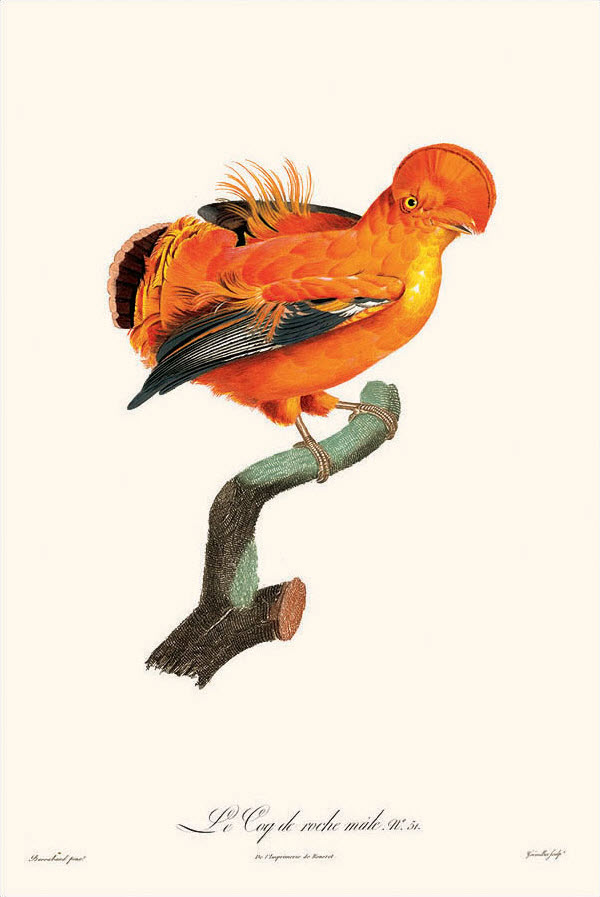
Galletto di roccia Rupicola rupicola
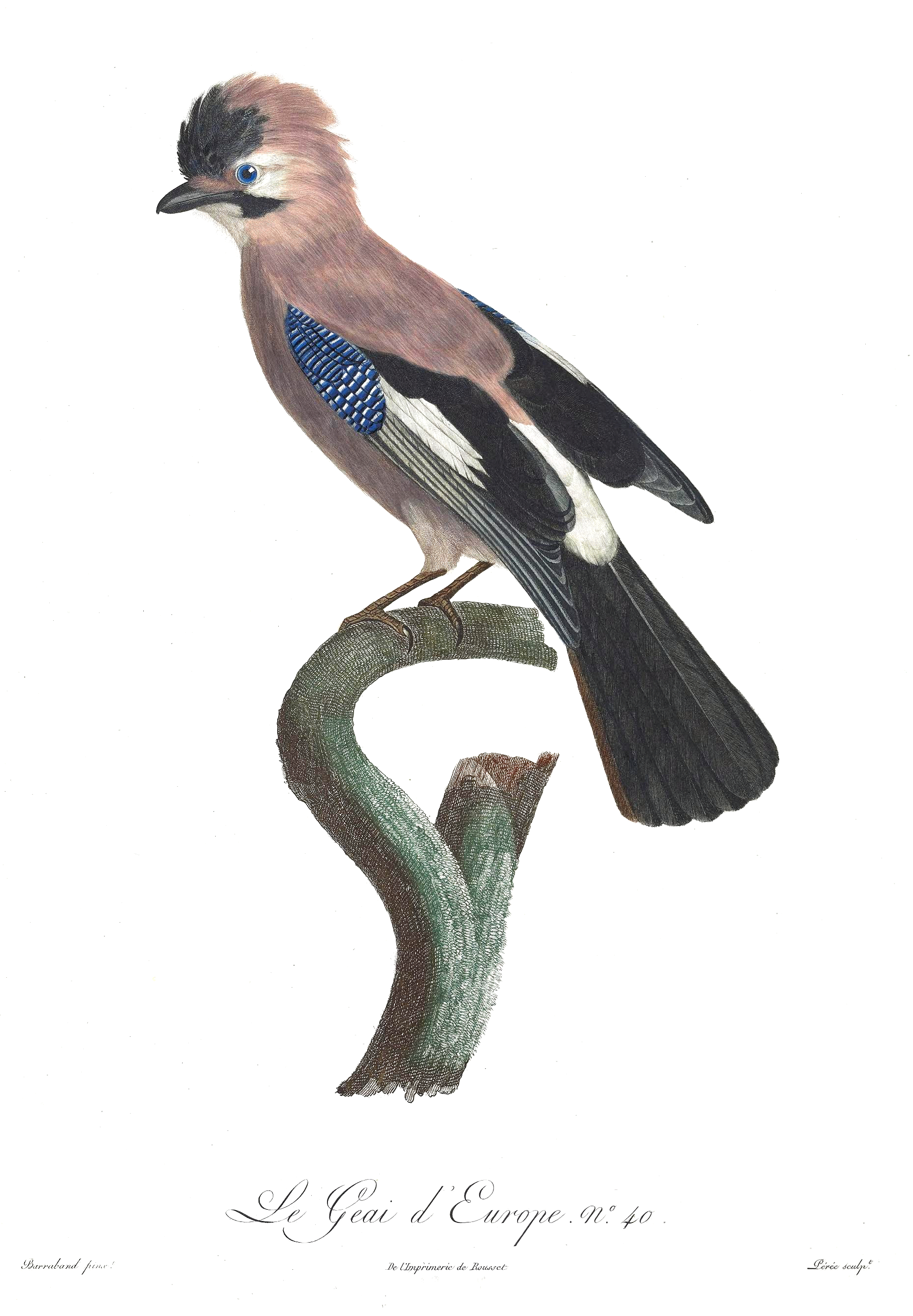
Ghiandaia Garrulus glandarium
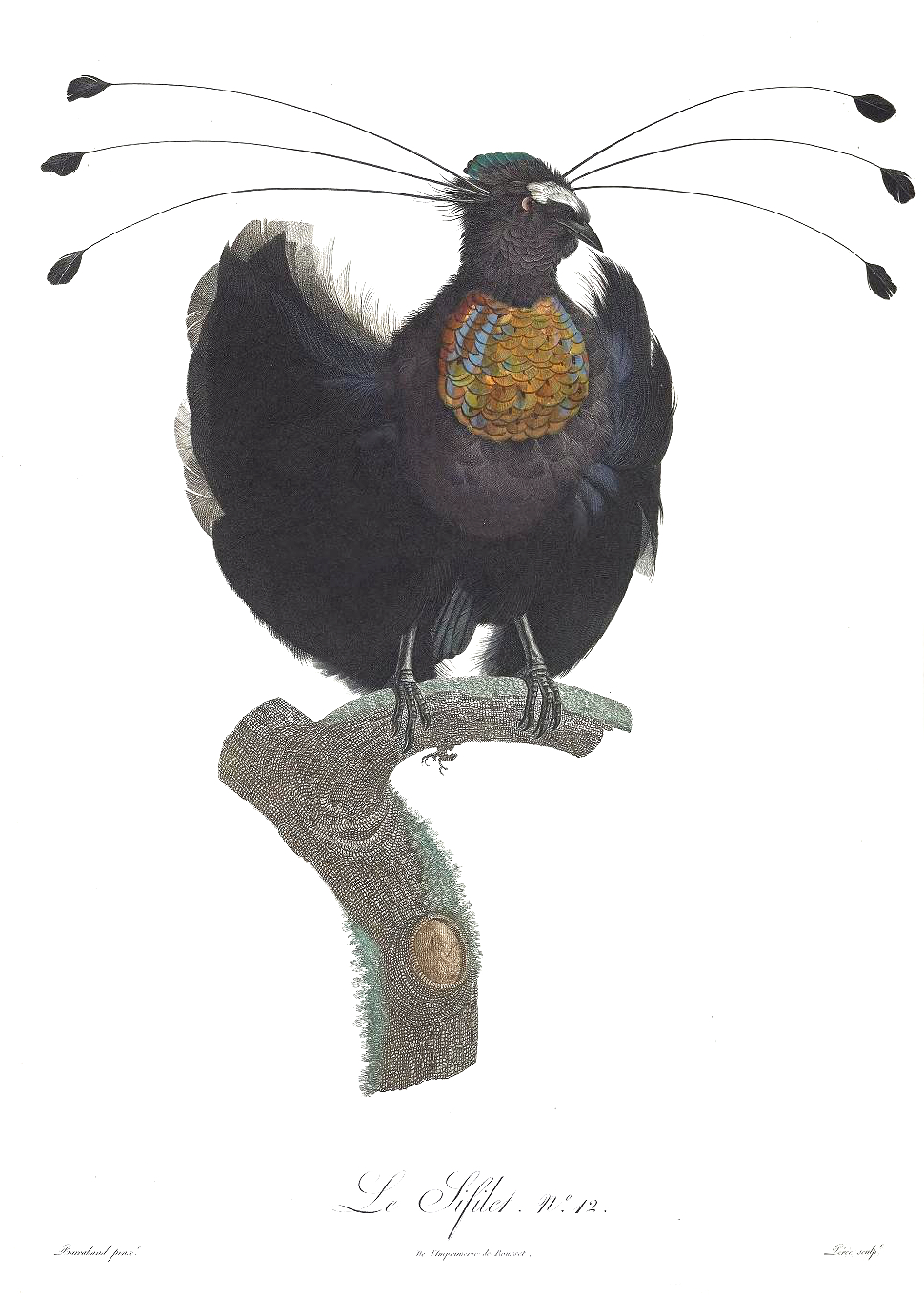
Paradisea dalle 6 penne Parotia sp.
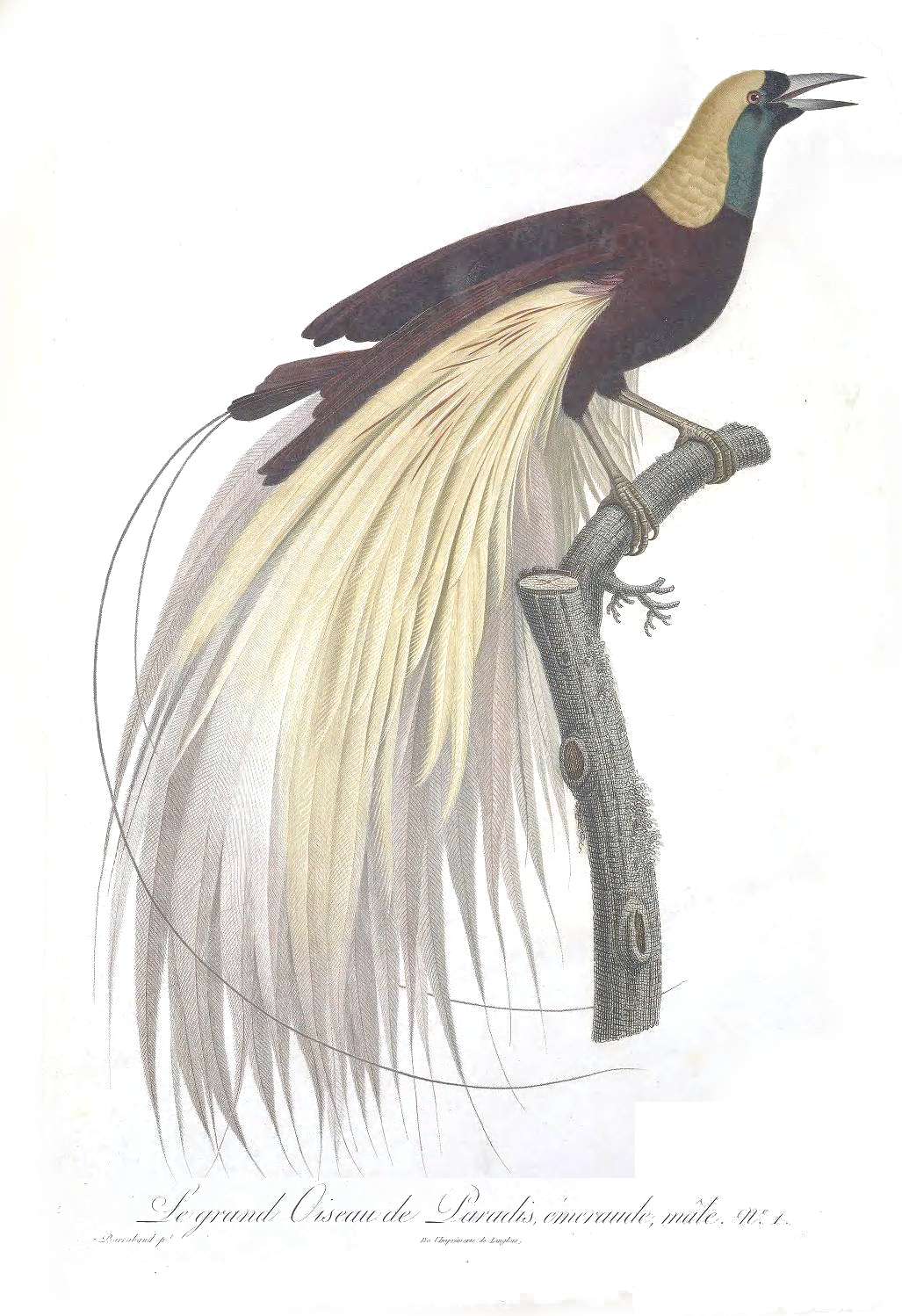
Paradisea maggiore Paradisea apoda
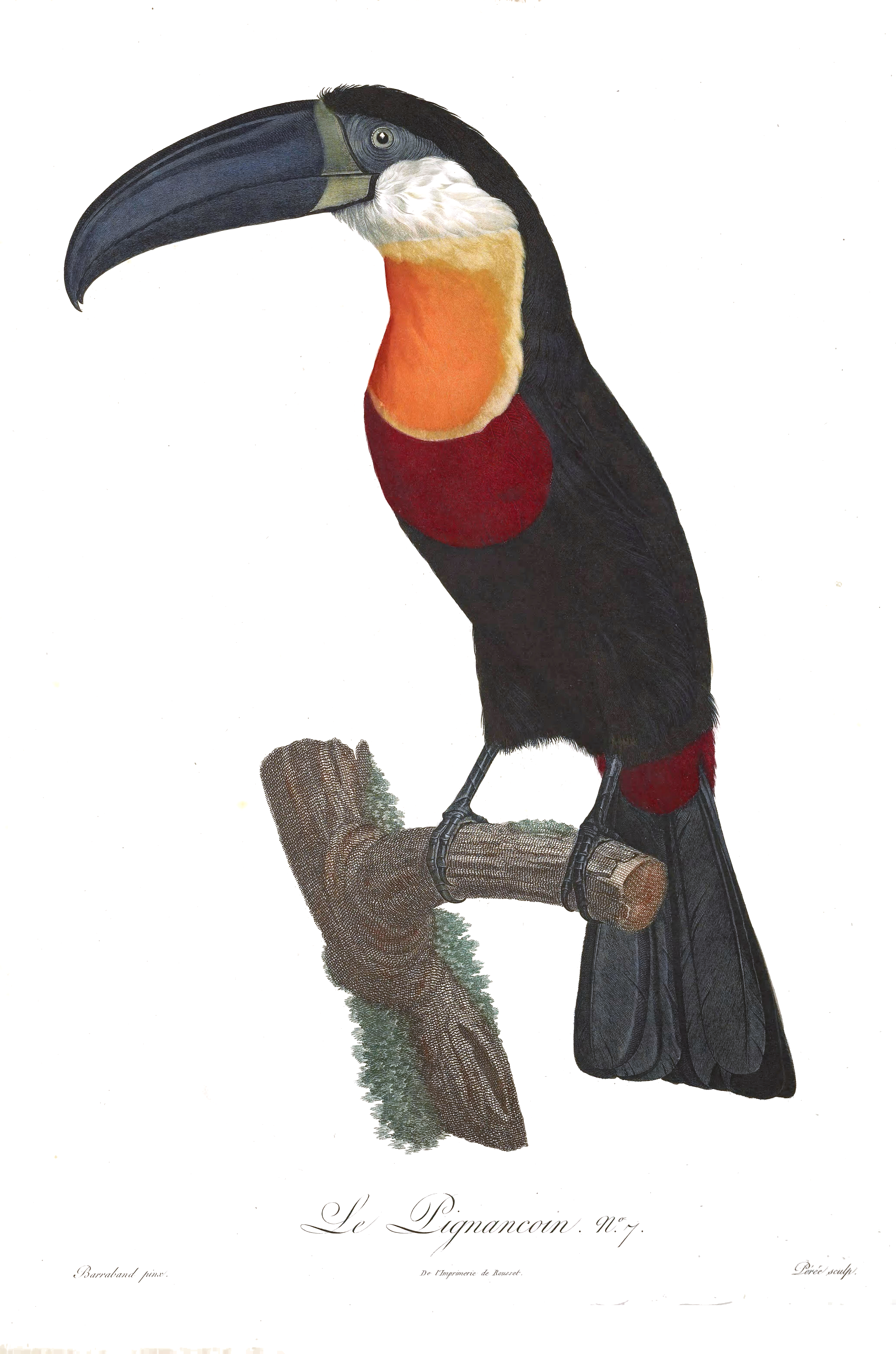
Tucano pettorosso Ramphastos dicolorus
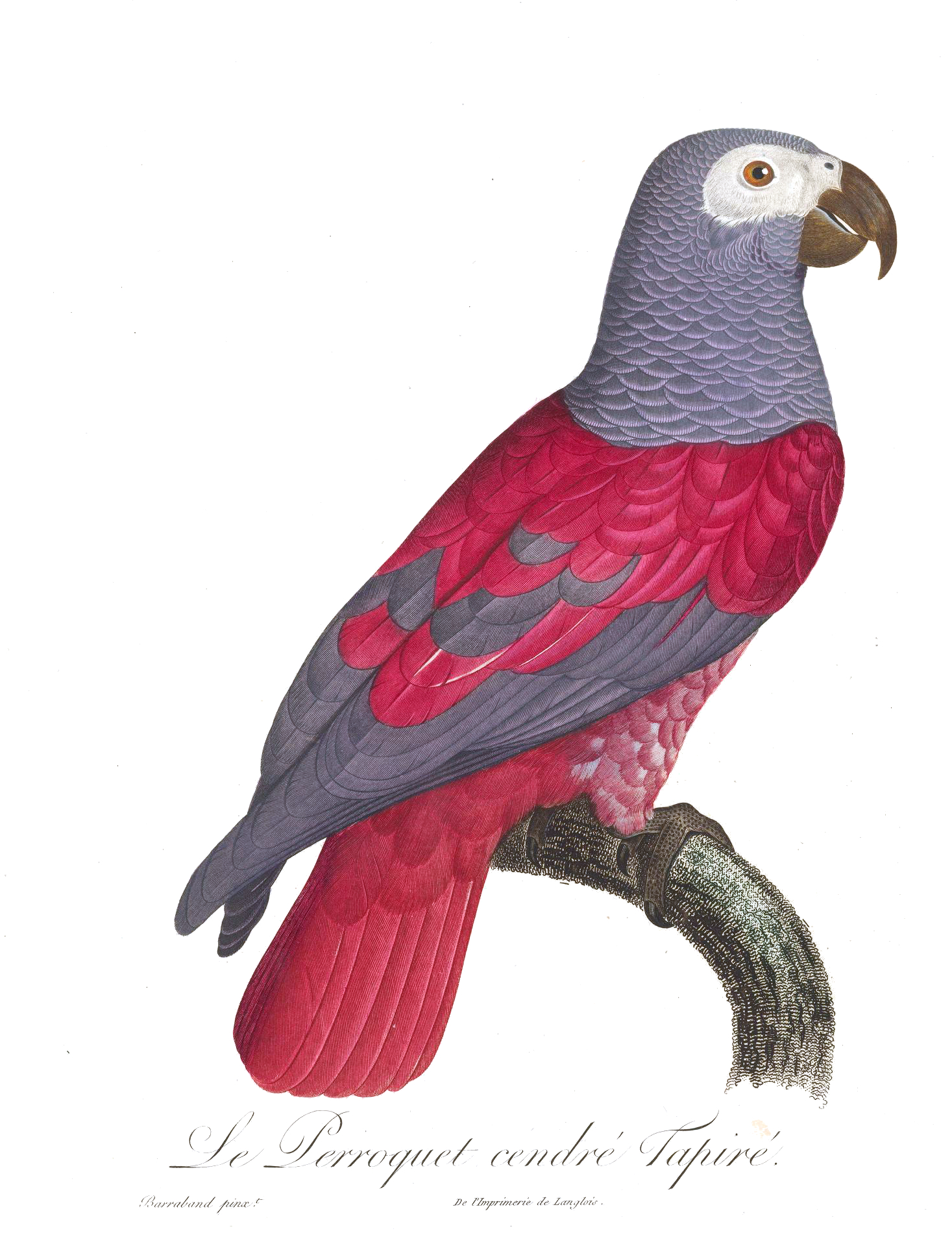
Pappagallo cinerino Psittacus erithacus
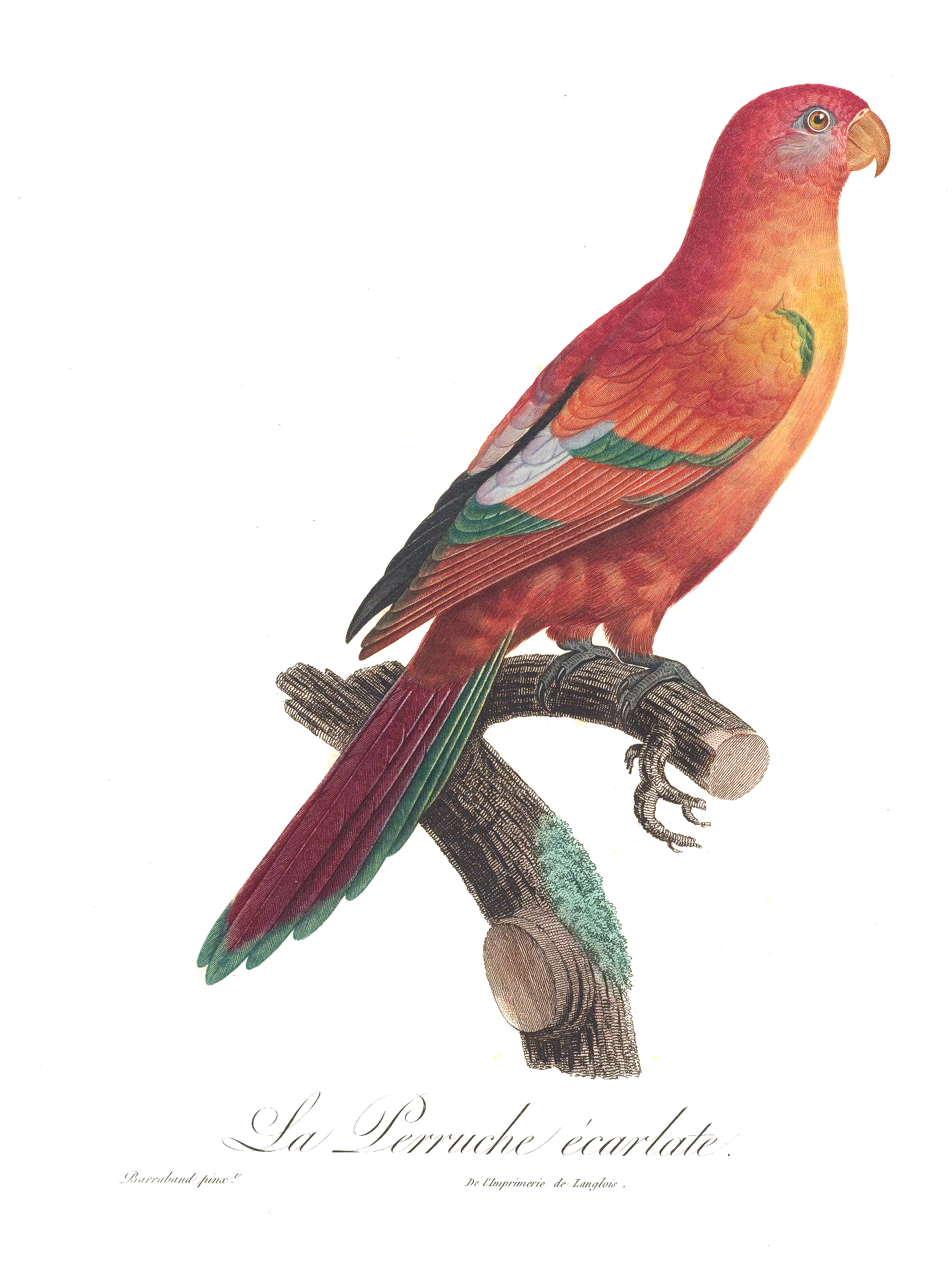
Pappagallo scarlatto (?) Prosopeia splendens (?)
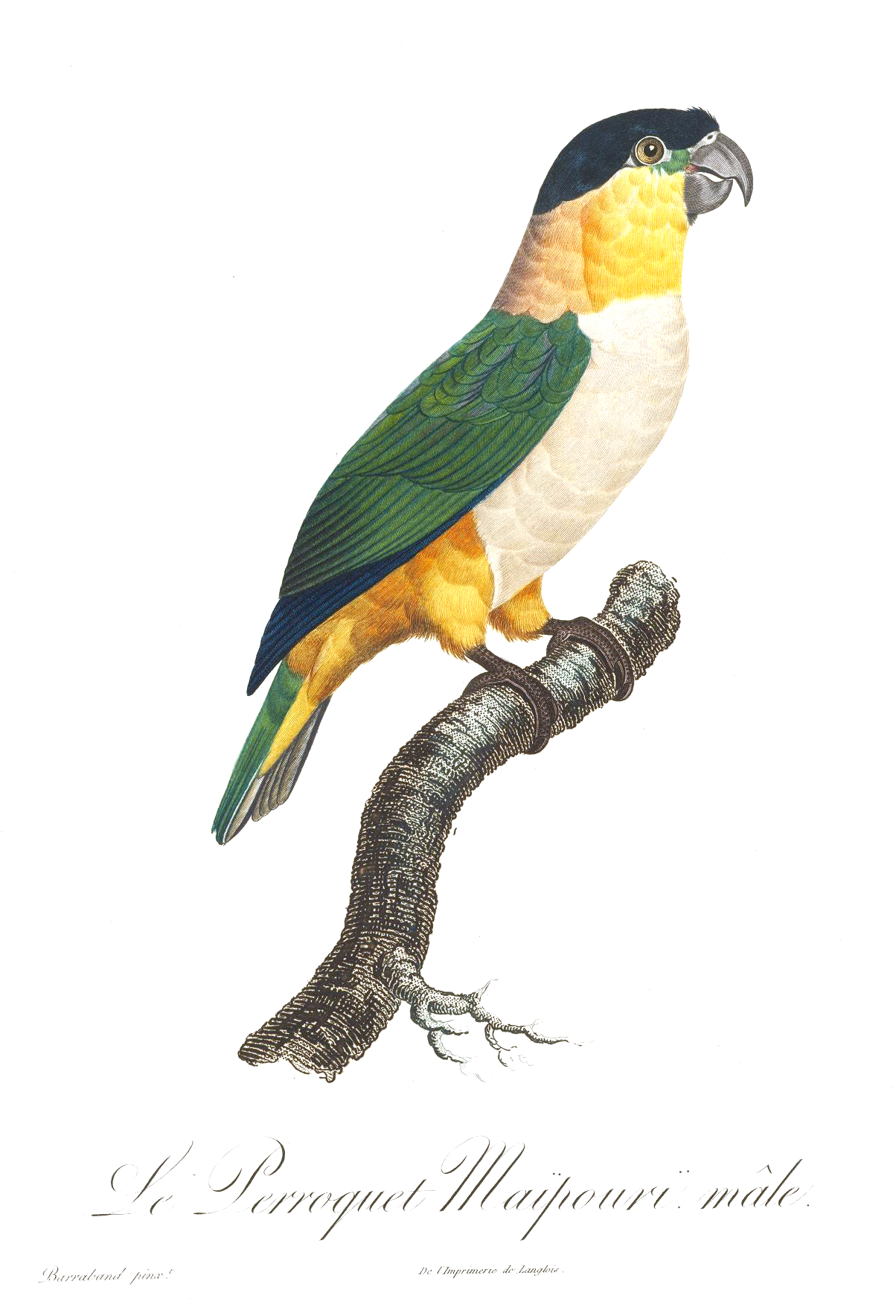
Caicco testanera Pionites melanocephalus
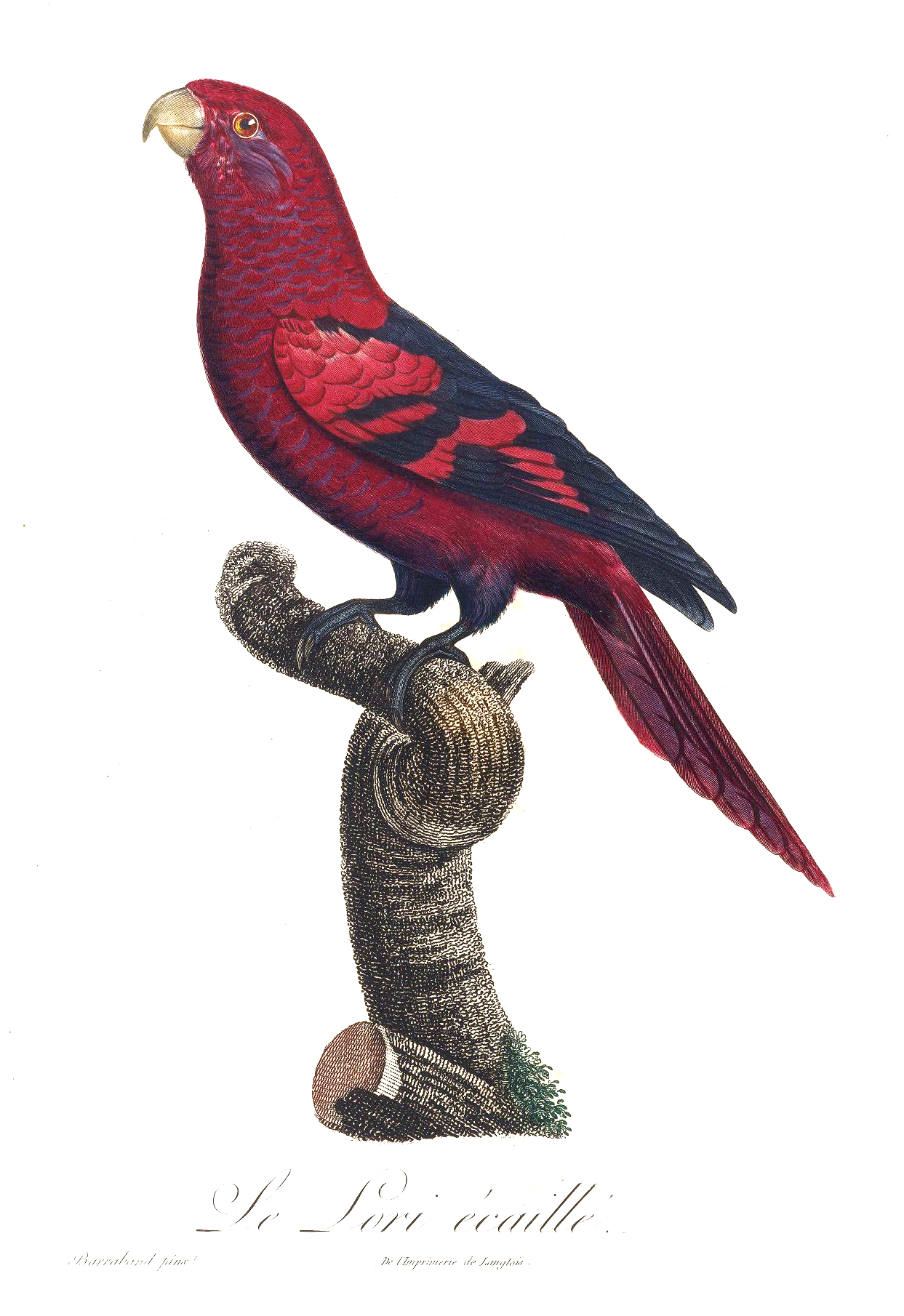
Lori rosso Eos bornea
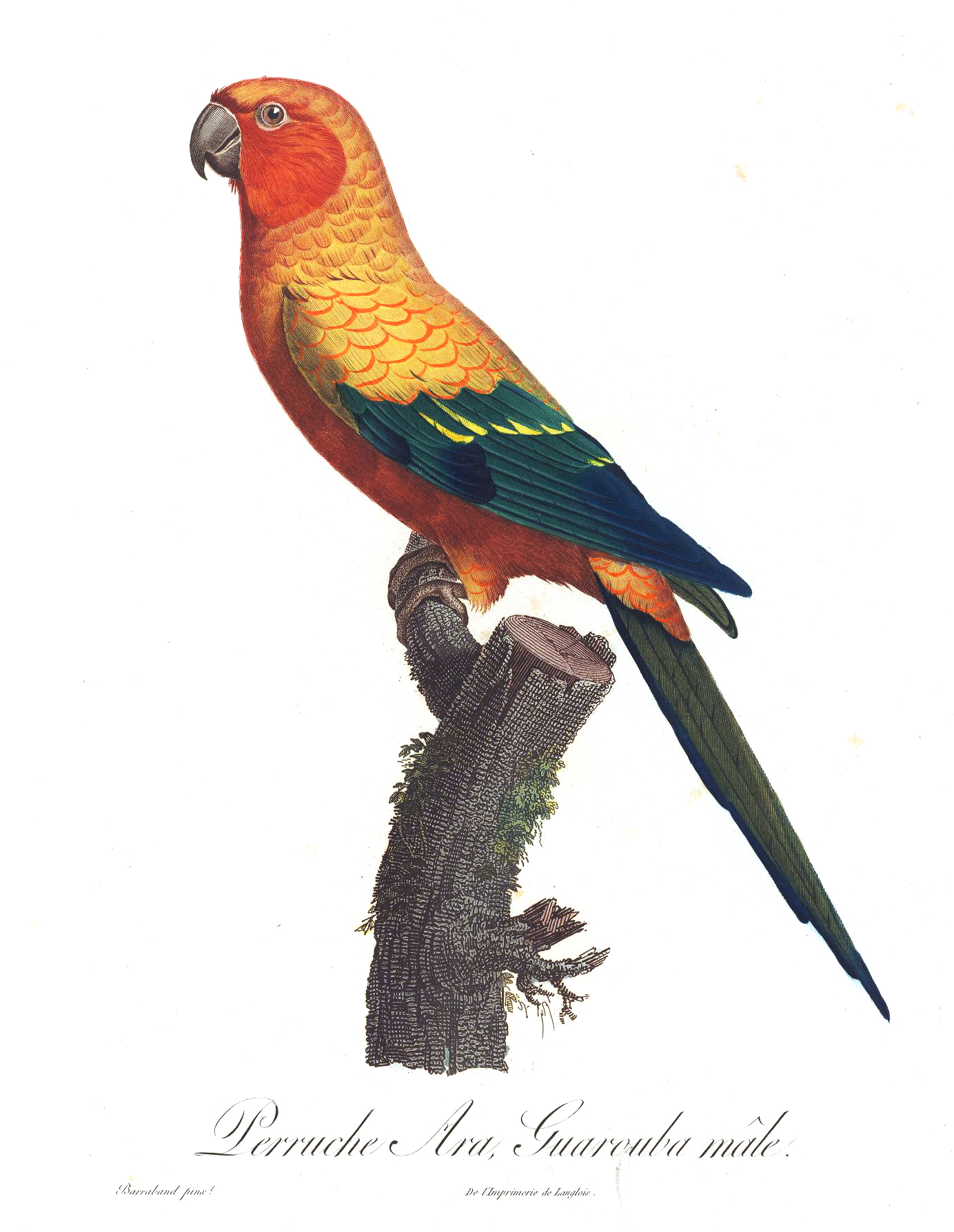
Conuro del sole Aratinga solstitialis
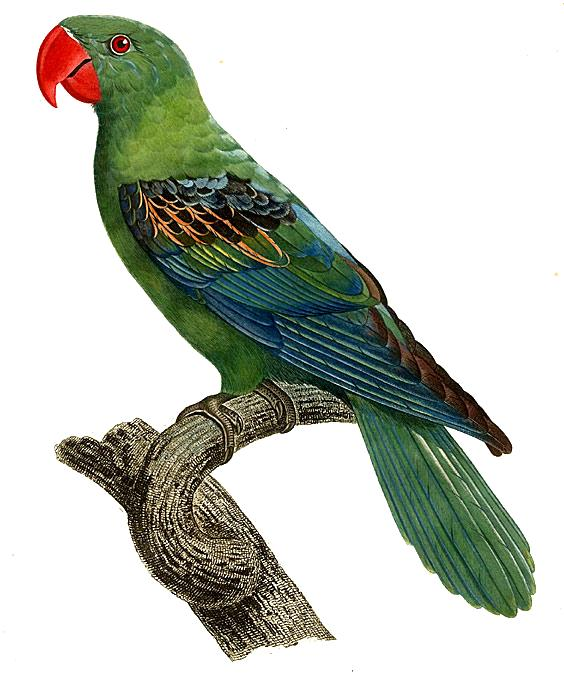
Pappagallo beccogrosso Tanygnathus megalorynchos
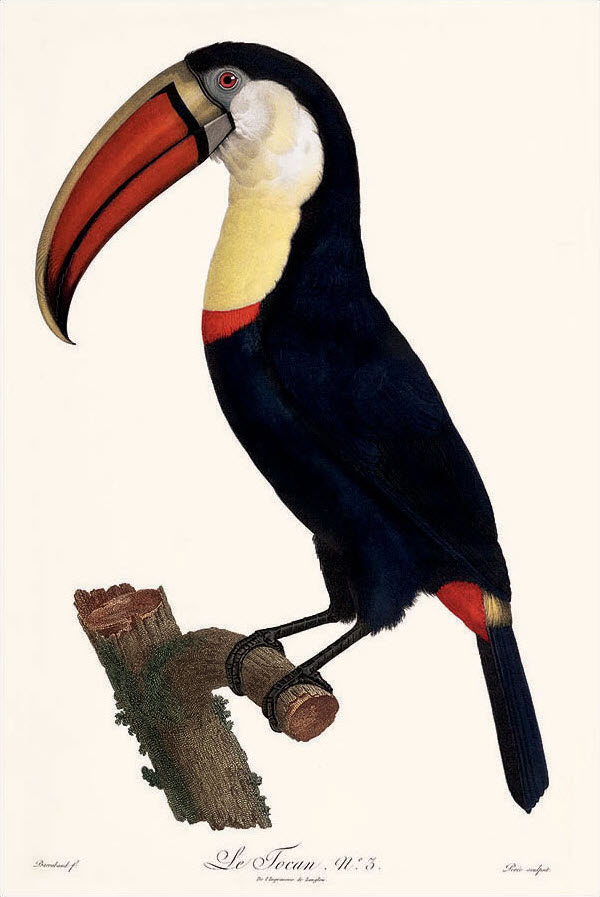
Tucano beccorosso Ramphastos tucanus
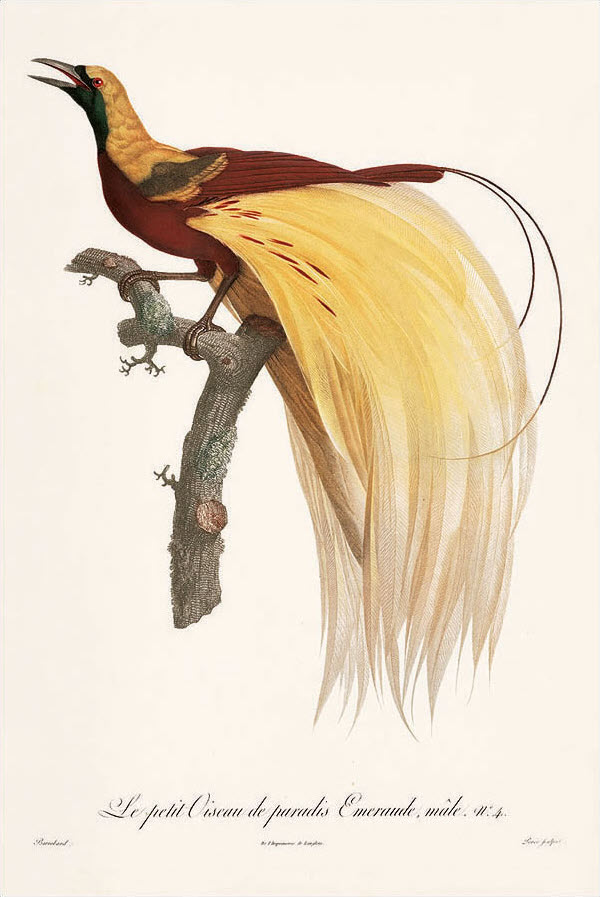
Paradisea minore Paradisea minor
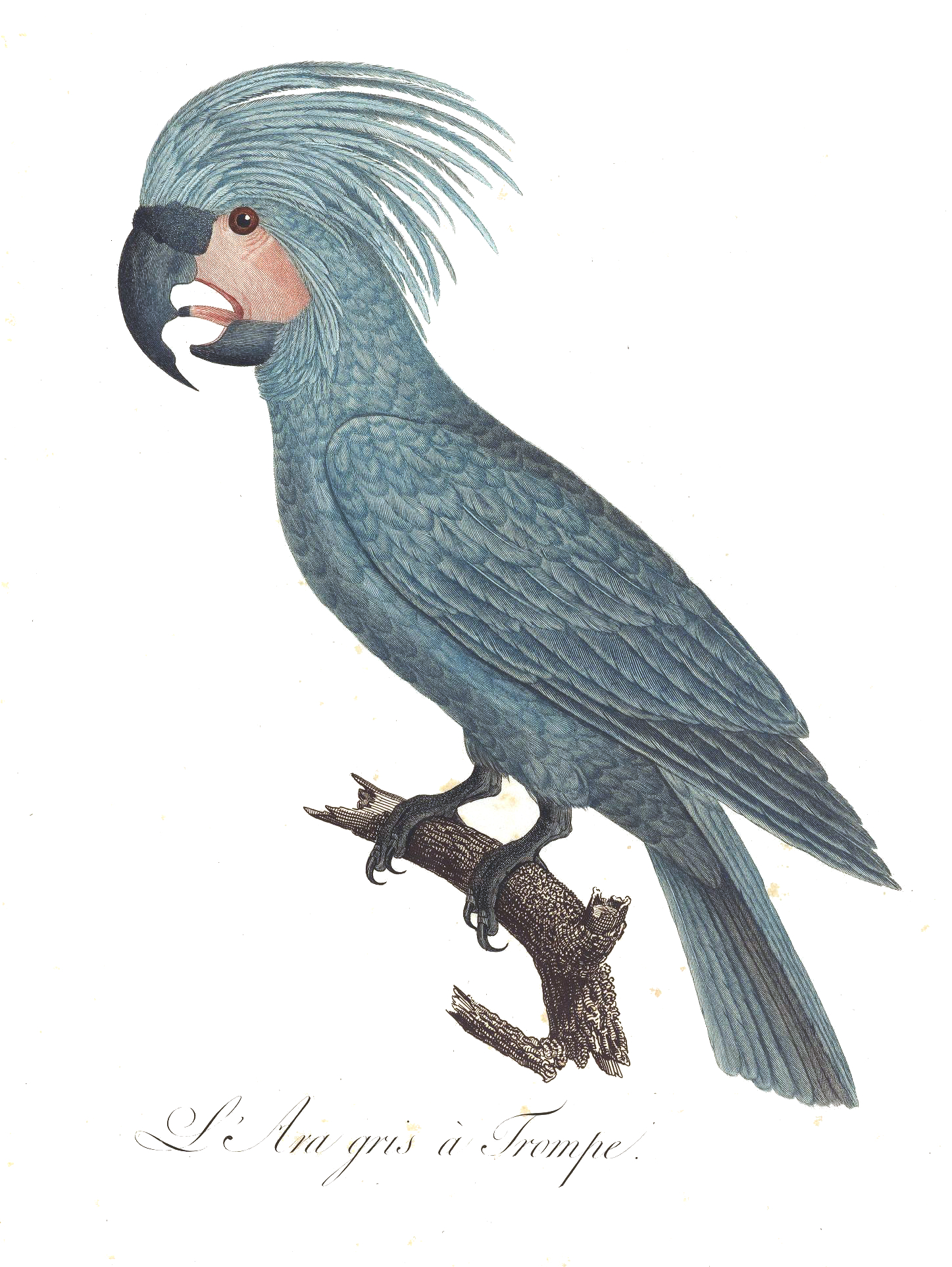
Cacatua delle palme Proboscider aterrimus